# Steppenwolf Theatre Company

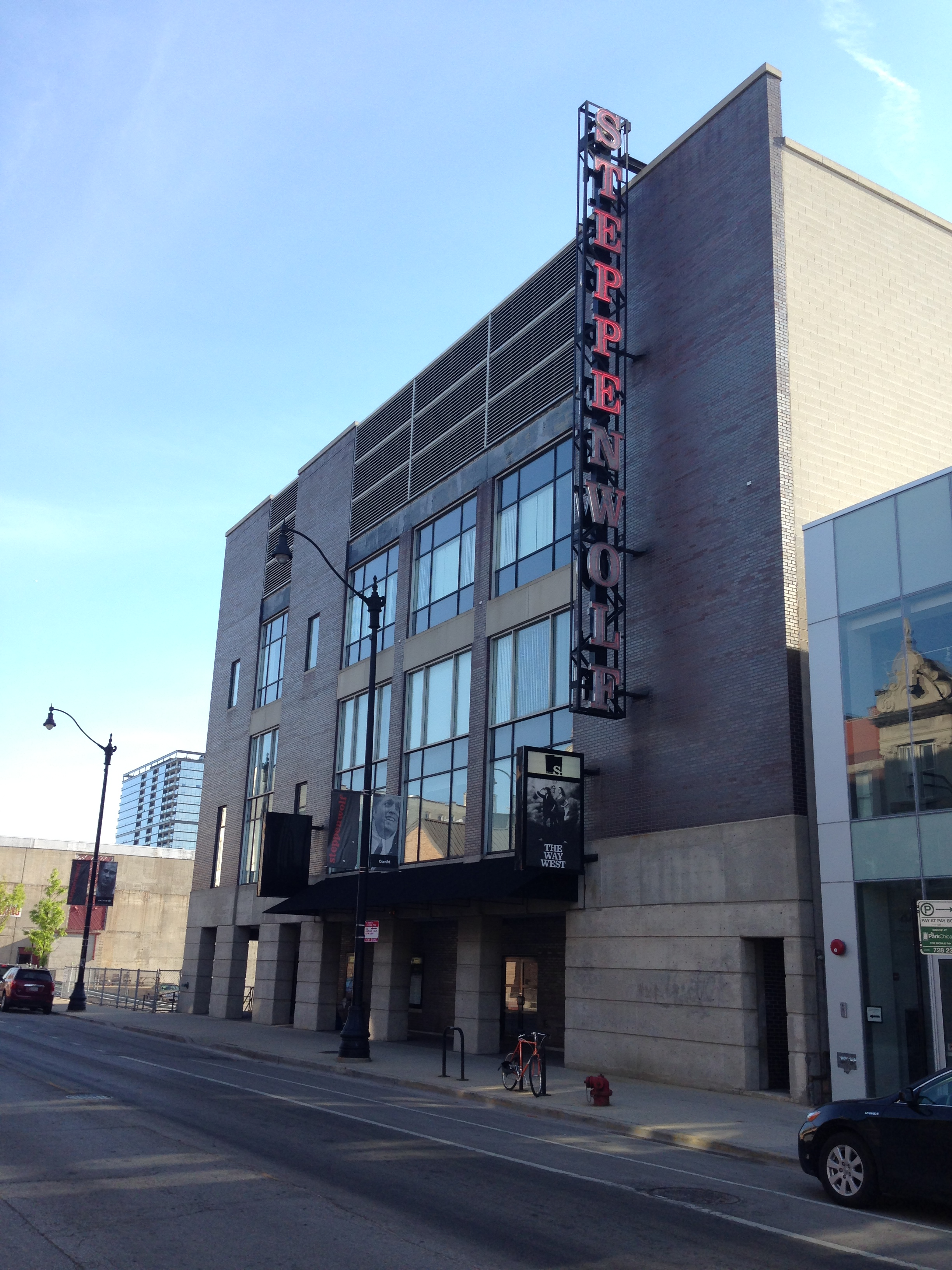
Das Steppenwolf Theater

Die Steppenwolf Theatre Company ist eine 1974 von Terry Kinney, Jeff Perry und Gary Sinise in Chicago gegründete Theatergruppe. Aus der Gruppe gingen später zahlreiche Hollywood-Schauspieler hervor.

## Geschichte
Im Januar 1974 wurde Gary Sinise von seinen früheren Schulfreunden Rick Argosh und Leslie Wilson eingeladen, sich an einer Inszenierung von Paul Zindels And Miss Reardon Drinks a Little zu beteiligen. Sinise brachte noch Jeff Perry, den er an der Highland Park High School kennengelernt hatte, mit in die Gruppe. Perry überzeugte Terry Kinney, seinen Kommilitonen an der Illinois State University, zur Teilnahme.
Über einen Freund der Familie erhielt Sinise Kontakt zur Unitarian Church in Deerfield, Illinois, in der die erste Aufführung der neu gegründeten Steppenwolf Theatre Company stattfand. Der Name weist auf Hermann Hesses Roman Der Steppenwolf, den Argosh zu dieser Zeit las.
Als nächste Stücke inszenierte die Gruppe Grease, bei dem Sinise Produktion, Regie und Hauptrolle übernahm, sowie Die Glasmenagerie und Rosenkrantz und Güldenstern sind tot. Bei letzteren beiden übernahm Argosh die Regie. Rosenkrantz und Güldenstern sind tot war gleichzeitig das erste Stück, in dem Kinney, Perry und Sinise zusammen auftraten. Während der Produktion des Stücks entschieden sich die drei, die Gruppe zu professionalisieren und die nächsten Stücke an einem festen Spielort umzusetzen. Im Februar 1975 gründeten sie die Steppenwolf Theatre Company als Non-Profit-Organisation. Das Ensemble bestand nun aus den Schauspielern Terry Kinney, Jeff Perry, Gary Sinise, H.E. Baccus, Nancy Evans, Moira Harris, John Malkovich, Laurie Metcalf und Alan Wilder. Ab dem Sommer 1976 war der Keller einer katholischen Schule in Highland Park fester Spielort der Steppenwolf Theatre Company. 1980 erfolgte der Umzug nach Chicago. In den 1980er Jahren expandierte die Gruppe weiter und die Inszenierungen fanden zunehmend nationale und auch internationale Beachtung. 1991 folgte der Umzug in das Gebäude 1650 North Halsted Street in Chicago. Zwischen 1995 und 2015 fungierte Martha Lavey als künstlerische Leiterin des Theaters, ihr folgte Anna D. Shapiro.
Die Gruppe und ihre Inszenierungen wurden im Laufe der Zeit mit zahlreichen Preisen ausgezeichnet, darunter dem Tony Award for Regional Theatre Excellence (1985) und der National Medal of Arts (1998).
Zahlreich später als Filmschauspieler bekannt gewordene Darsteller begannen ihre Karriere bei der Theatergruppe, darunter Gary Sinise, Terry Kinney, John Malkovich, Laurie Metcalf, Joan Allen, John Mahoney, Glenne Headly, Gary Cole, Kathryn Erbe, David Pasquesi, William Petersen, Michael Madsen, Jim True-Frost und Chris Bauer.